# Antoni Drygas
Antoni Drygas (ur. 21 maja 1847 w Ostrowie Wielkopolskim, zm. 13 maja 1917 w Poznaniu) – doktor filologii klasycznej, nauczyciel szkół średnich, ojciec Arnolda Drygasa. 

## Życiorys
Za nauczanie w języku polskim został karnie przeniesiony do Niemiec. Po powrocie do kraju założył Wielkopolską Fabrykę Fortepianów i Pianin.
Był prezesem Towarzystwa Przemysłowego Polskiego w Poznaniu w 1908 roku.